# Чейнин-билдинг
Чейнин-билдинг (в некоторых источниках: Ченин-билдинг; англ. Chanin Building) — 56-этажный небоскреб, расположенный по адресу Восточная 42-я улица, д. 122, на углу с Лексингтон-авеню, в Мидтауне Манхэттена, Нью-Йорк. Построен из кирпича и терракоты по заказу архитектора и девелопера Ирвина С. Чейнина в 1927—1929 гг. Высота — 649 футов (198 м) без учёта шпиля и 680 футов (210 м) со шпилем. Он был спроектирован архитектурным бюро Sloan & Robertson в стиле ар-деко при содействии личного архитектора Чейнина Жака Деламара, с использованием скульптур Рене Пола Шамбеллана. Входит в сотню самых высоких зданий в Нью-Йорке.
Здание включено в список достопримечательностей Нью-Йорка (англ. New York City landmark ; 1978) и в Национальный реестр исторических мест (1980).

## Описание
Основание здания украшено чёрным бельгийским мрамором, которым отделаны витрины магазинов. На бронзовом фризе выше изображены сцены эволюции. Второй терракотовый фриз проходит по всей длине нижнего фасада, представляя собой ряд угловых зигзагов и изображения листвы. Башня представляет собой ровную конструкцию на 22 этажа, выше превращаясь в серию уступов, достигая в общей сложности 56 этажей. Верхняя часть здания представляет собой серию контрфорсов, которые освещаются в темное время суток, выделяя углубления в шпиле.
Вестибюли первоначально были задуманы и использовались как дворец-автовокзал и до сих пор соединены со станцией метро Grand Central. Они украшены восемью бронзовыми барельефами работы Рене Пола Шамбеллана, которые нависают над витиеватыми бронзовыми решетками батарей. Бронзовое украшение продолжено в волнах на полу, дизайне почтовых ящиков и дверей лифтов, подчеркивая во внутреннем убранстве элементы стиля ар-деко. После завершения строительства на 50-м этаже был открыт кинотеатр. 50-й и 51-й этажи теперь используются под офисы и соединены лестничным колодцем.
Изначачально здание было одной из доминант Мидтауна; на 54-м этаже здания находилась смотровая площадка под открытым небом. С тех пор, когда Чейнин-билдинг обогнали по высоте построенные рядом здания, прежде всего, Крайслер-билдинг, расположенный через дорогу, площадка давно закрыта. Башня на вершине здания использовалась для трансляции передач WQXR-FM с 1941 по 1965 год, после чего радиостанция переехала в Эмпайр-стейт-билдинг.

## Галерея

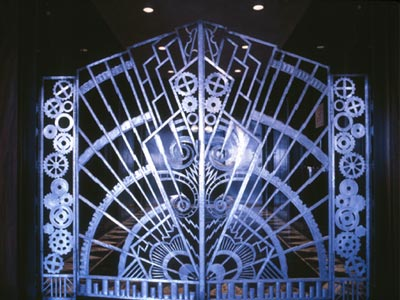
Ворота, спроектированные Рене Полом Шамбелланом, вели к персональному офису Ирвина С. Чейнина
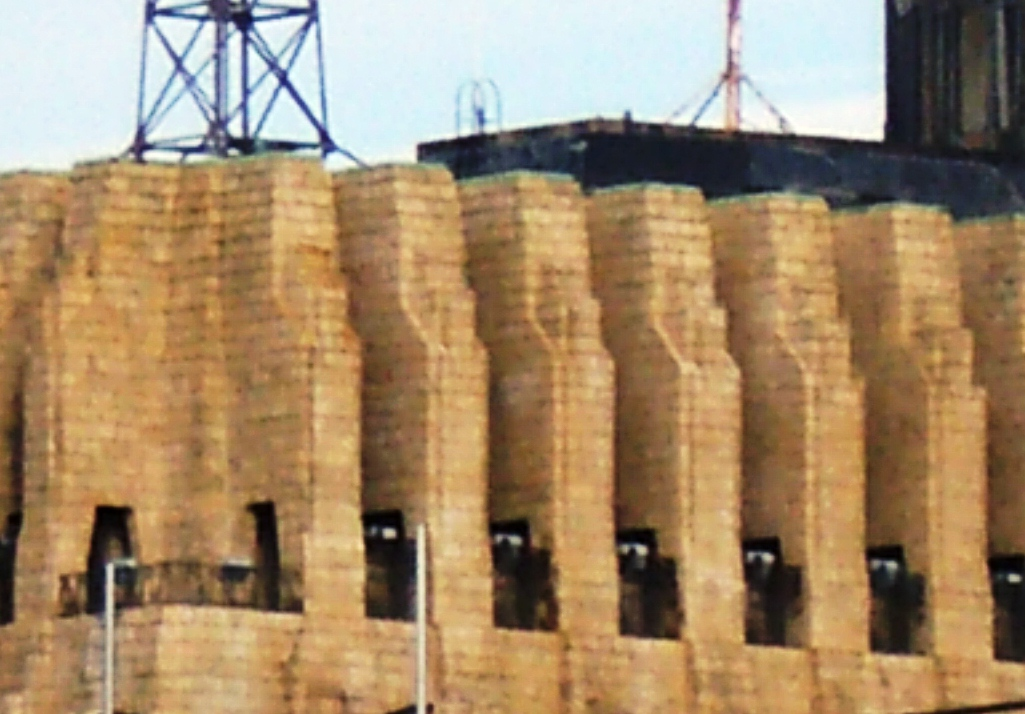
Крупный план зубчатого верха
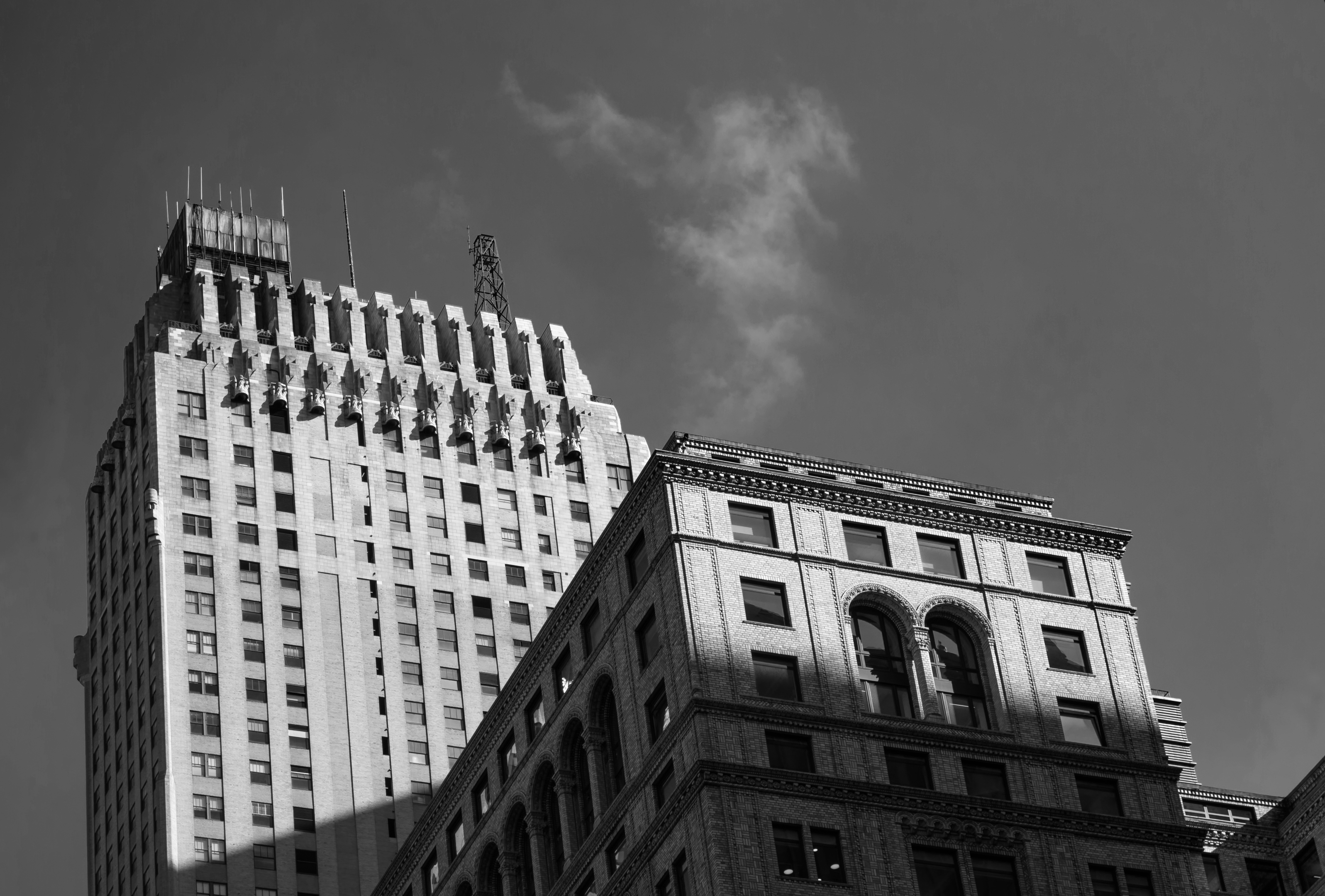
Вид на Чейнин-билдинг со стороны Першинг-Сквер
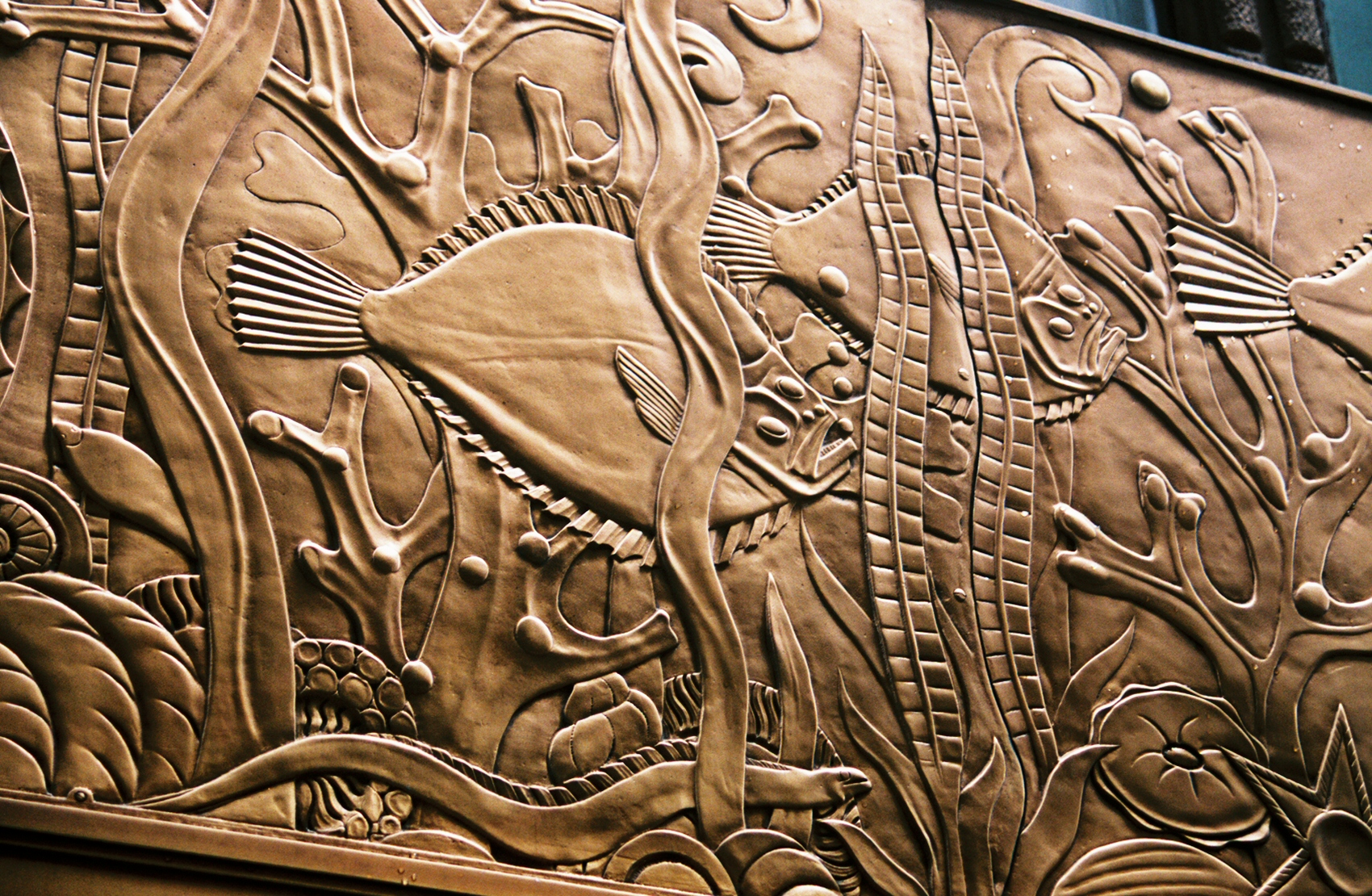
Элементы фриза: рыба и угри
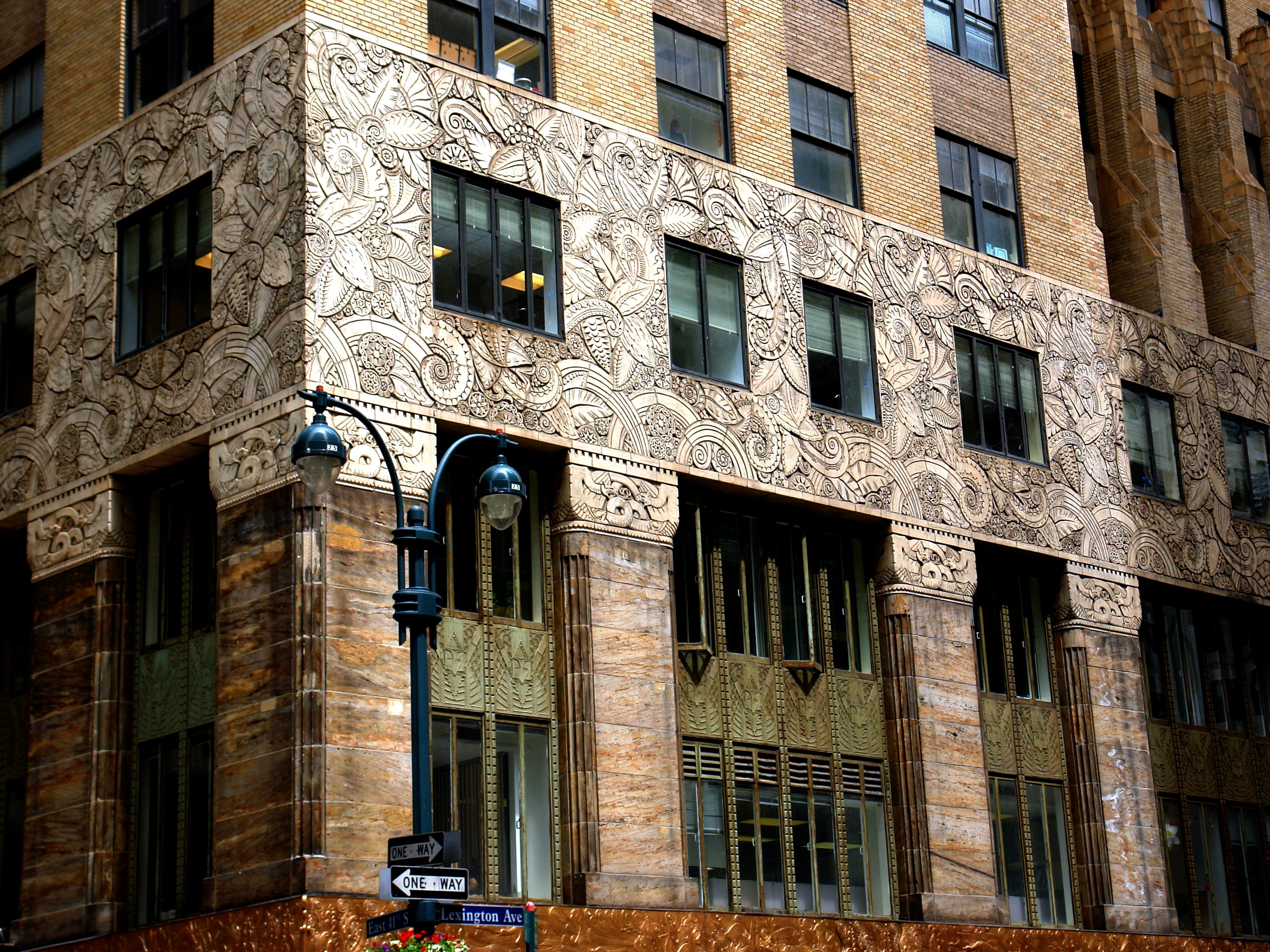
Чейнин-билдинг. Декор фасада